# N-乙酰葡糖胺
N-乙酰葡糖胺（GlcNAc；NAG）是葡糖胺的N-乙酰衍生物，分子式C8H15NO6。NAG与NAM为组成细菌细胞壁的单体，与葡糖醛酸为透明质酸的单体。NAG也是甲壳素的聚合单体。

## 外部連結
- Re Multiple Sclerosis